# Tragon pulcher
Tragon pulcher är en skalbaggsart som beskrevs av Stefan von Breuning 1942. Tragon pulcher ingår i släktet Tragon och familjen långhorningar. Inga underarter finns listade i Catalogue of Life.